# Alsófehérkút
Alsófehérkút (1891-ig Alsó-Pribel, szlovákul: Dolné Príbelce) Fehérkút településrésze, korábban önálló falu Szlovákiában, a Besztercebányai kerületben, a Nagykürtösi járásban.

## Fekvése
Nagykürtöstől 8 km-re délnyugatra fekszik, ma Fehérkút keleti részét képezi.

## Története
A falut 1244-ben villa Prebul néven említik először. Birtokosa a Hontpázmány nemzetség volt, akik 1262-ben a bozóki premontrei apátságnak adományozták. Alsófehérkutat csak 1354-ben említik külön először Olsouprebul néven. 1464-ben a Balassák szerezték meg, ekkor 10 lakott és 4 lakatlan ház állt a faluban. 1715-ben Alsófehérkúton 24 háztartás volt.
Fényes Elek szerint „Alsó-Pribel, tót falu, Honth vmegyében, Nógrád vmegye szélén, 14 kath., 440 evang. lak. F. u. többen. Ut. p. Balassa-Gyarmat.”
Vályi András szerint „Alsó, és Felső Pribely. Két tót falu Hont Vármegyében, Alsónak földes Ura Gróf Zichy Uraság, ez fekszik Palojtához nem meszsze, mellynek filiája; amannak pedig föl. Urai több Uraságok, fekszenek Kékkőhöz mintegy másfél mértföldnyire, lakosai katolikusok, és másfélék is, határbéli földgyeik középszerűek, legelőjök elég van, mind a’ kétféle fájok is, szőleik alább való borokat teremnek, második osztálybéliek.”
1828-ban a faluban 77 ház volt 463 lakossal. A 19. században Alsófehérkút a Zichy család birtoka volt. A falu lakói főként mezőgazdasággal foglalkoztak. 1907-ben Bereklakot csatolták hozzá.
1910-ben Alsófehérkútnak 459,  többségben szlovák lakosa volt, jelentős magyar kisebbséggel. A trianoni békeszerződésig területe Nógrád vármegye Ipolynyéki járásához tartozott. Alsó- és Felsőfehérkutat 1966-ban egyesítették.

## Nevezetességei
Fa harangláb a 19. század második feléből.